# حمام روستای وسفونجرد
حمام روستای وسفونجرد مربوط به دوره صفوی است و در شهرستان جعفرآباد، بخش قاهان، روستای وسفونجرد واقع شده و این اثر در تاریخ ۲۴ اسفند ۱۳۸۳ با شمارهٔ ثبت ۱۱۵۰۰ به‌عنوان یکی از آثار ملی ایران به ثبت رسیده است.